# Federico IV di Holstein-Gottorp
Federico IV di Holstein-Gottorp (Gottorp, 18 ottobre 1671 – Klissow, 19 luglio 1702) è stato duca di Schleswig-Holstein-Gottorp.

## Biografia
Nacque a Gottorp, figlio maggiore del duca Cristiano Alberto di Holstein-Gottorp e della principessa Federica Amalia di Danimarca.
Il 12 maggio 1698 sposò la principessa Edvige Sofia di Svezia: durante i festeggiamenti per il matrimonio a Stoccolma, strinse amicizia con il re Carlo XII di Svezia, fratello della sposa, con il quale partecipò a feste e banchetti. All'epoca le voci riportarono che si trattasse di un'amicizia interessata e che il duca si comportasse amichevolmente all'apparenza, ma che in segreto complottasse per assassinare il re e usurpargli il trono. I suoi rapporti con il cognato rimasero tuttavia molto stretti anche in seguito, e il re gli offrì la propria assistenza in difesa dell'Holstein-Gottorp dall'invasione danese.
Prese parte alla Grande guerra del nord a fianco della Svezia e venne ucciso nella battaglia di Klissow in Polonia. Il suo unico figlio, Carlo Federico gli succedette come duca sotto la reggenza della madre.

## Discendenza
Dal matrimonio con la principessa svedese ebbe un solo figlio:
- Carlo Federico (1700-1739), sposò Anna Petrovna Romanova, figlia dello zar Pietro I di Russia.

## Ascendenza
|                                       |                           |                                   | Genitori                                   |  |  | Nonni |  |  | Bisnonni                            |  |  | Trisnonni                  |  |
|                                       |                           |                                   |                                            |  |  |       |  |  | Giovanni Adolfo di Holstein-Gottorp |  |  | Adolfo di Holstein-Gottorp |  |
|                                       |                           |                                   |                                            |  |  |       |  |  | Giovanni Adolfo di Holstein-Gottorp |  |  | Adolfo di Holstein-Gottorp |  |
|                                       |                           | Cristina d'Assia                  |                                            |  |  |       |  |  | Giovanni Adolfo di Holstein-Gottorp |  |  |                            |  |
| Federico III di Holstein-Gottorp      |                           |                                   |                                            |  |  |       |  |  | Giovanni Adolfo di Holstein-Gottorp |  |  |                            |  |
|                                       |                           | Augusta di Danimarca              | Federico II di Danimarca                   |  |  |       |  |  |                                     |  |  |                            |  |
|                                       |                           | Augusta di Danimarca              | Federico II di Danimarca                   |  |  |       |  |  |                                     |  |  |                            |  |
|                                       |                           | Augusta di Danimarca              | Sofia di Meclemburgo-Güstrow               |  |  |       |  |  |                                     |  |  |                            |  |
| Cristiano Alberto di Holstein-Gottorp |                           | Augusta di Danimarca              |                                            |  |  |       |  |  |                                     |  |  |                            |  |
|                                       |                           | Giovanni Giorgio I di Sassonia    | Cristiano I di Sassonia                    |  |  |       |  |  |                                     |  |  |                            |  |
|                                       |                           | Giovanni Giorgio I di Sassonia    | Cristiano I di Sassonia                    |  |  |       |  |  |                                     |  |  |                            |  |
|                                       |                           | Giovanni Giorgio I di Sassonia    | Sofia di Brandeburgo                       |  |  |       |  |  |                                     |  |  |                            |  |
| Maria Elisabetta di Sassonia          |                           | Giovanni Giorgio I di Sassonia    |                                            |  |  |       |  |  |                                     |  |  |                            |  |
|                                       |                           | Maddalena Sibilla di Hohenzollern | Alberto Federico di Prussia                |  |  |       |  |  |                                     |  |  |                            |  |
|                                       |                           | Maddalena Sibilla di Hohenzollern | Alberto Federico di Prussia                |  |  |       |  |  |                                     |  |  |                            |  |
|                                       |                           | Maddalena Sibilla di Hohenzollern | Maria Eleonora di Jülich-Kleve-Berg        |  |  |       |  |  |                                     |  |  |                            |  |
| Federico IV di Holstein-Gottorp       |                           | Maddalena Sibilla di Hohenzollern |                                            |  |  |       |  |  |                                     |  |  |                            |  |
|                                       | Cristiano IV di Danimarca | Federico II di Danimarca          |                                            |  |  |       |  |  |                                     |  |  |                            |  |
|                                       | Cristiano IV di Danimarca | Federico II di Danimarca          |                                            |  |  |       |  |  |                                     |  |  |                            |  |
|                                       | Cristiano IV di Danimarca | Sofia di Meclemburgo-Güstrow      |                                            |  |  |       |  |  |                                     |  |  |                            |  |
| Federico III di Danimarca             | Cristiano IV di Danimarca |                                   |                                            |  |  |       |  |  |                                     |  |  |                            |  |
|                                       |                           | Anna Caterina del Brandeburgo     | Gioacchino III Federico di Brandeburgo     |  |  |       |  |  |                                     |  |  |                            |  |
|                                       |                           | Anna Caterina del Brandeburgo     | Gioacchino III Federico di Brandeburgo     |  |  |       |  |  |                                     |  |  |                            |  |
|                                       |                           | Anna Caterina del Brandeburgo     | Caterina di Brandeburgo-Küstrin            |  |  |       |  |  |                                     |  |  |                            |  |
| Federica Amalia di Danimarca          |                           | Anna Caterina del Brandeburgo     |                                            |  |  |       |  |  |                                     |  |  |                            |  |
|                                       |                           | Giorgio di Brunswick-Lüneburg     | Guglielmo il Giovane di Brunswick-Lüneburg |  |  |       |  |  |                                     |  |  |                            |  |
|                                       |                           | Giorgio di Brunswick-Lüneburg     | Guglielmo il Giovane di Brunswick-Lüneburg |  |  |       |  |  |                                     |  |  |                            |  |
|                                       |                           | Giorgio di Brunswick-Lüneburg     | Dorotea di Danimarca                       |  |  |       |  |  |                                     |  |  |                            |  |
| Sofia Amelia di Brunswick e Lüneburg  |                           | Giorgio di Brunswick-Lüneburg     |                                            |  |  |       |  |  |                                     |  |  |                            |  |
|                                       |                           | Anna Eleonora di Assia-Darmstadt  | Luigi V d'Assia-Darmstadt                  |  |  |       |  |  |                                     |  |  |                            |  |
|                                       |                           | Anna Eleonora di Assia-Darmstadt  | Luigi V d'Assia-Darmstadt                  |  |  |       |  |  |                                     |  |  |                            |  |
|                                       |                           | Anna Eleonora di Assia-Darmstadt  | Maddalena di Brandeburgo                   |  |  |       |  |  |                                     |  |  |                            |  |
|                                       |                           | Anna Eleonora di Assia-Darmstadt  |                                            |  |  |       |  |  |                                     |  |  |                            |  |